# Rübezahl-Sprungschanze
Rübezahl-Sprungschanze – nieistniejąca skocznia narciarska w Jańskich Łaźniach o punkcie konstrukcyjnym K50.
Skocznię zbudowano w 1921 roku. W 1925 roku odbyły się na niej pierwsze w historii mistrzostwa świata w narciarstwie klasycznym. Rozegrano tutaj mistrzostwa Czechosłowacji (1931) oraz Zimową Olimpiadę Robotniczą (1937).
Po drugiej wojnie światowej skocznię wyremontowano. W 1956 roku obiekt został zmodernizowany przez Karela Jarolímka. Skocznię wykorzystywano do momentu jej zburzenia w 1965 roku.
Rekordzistą skoczni był František Wende, który w 1927 wylądował na 55 metrze.